# Detector de partículas
Na Física experimental e aplicada de partículas, nuclear e na engenharia nuclear, um detector de partículas, também conhecido como detector de radiação, é um dispositivo utilizado para detectar, rastrear e/ou identificar partículas ionizantes, tais como as produzidas pela decomposição nuclear, radiação cósmica, ou reações em um acelerador de partículas. Os detectores podem medir as energia de partículas e de outros atributos, como momentum, spin, carga, tipo de partícula, além de meramente registrar a presença da partícula.

## Exemplos e tipos

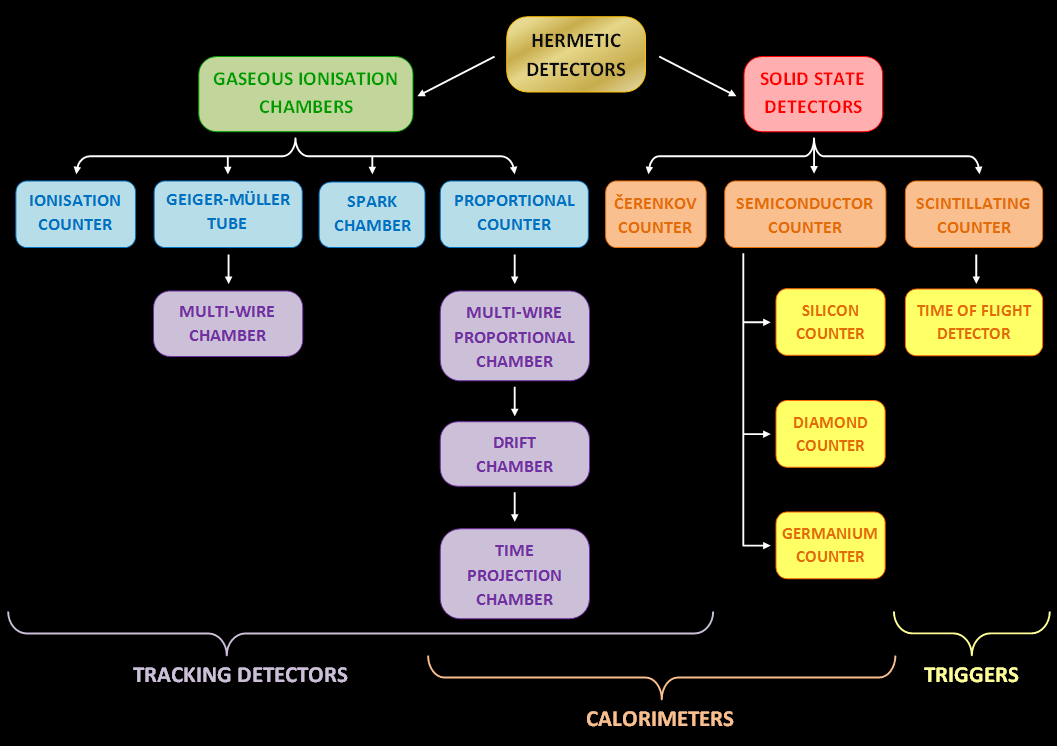
Resumo dos tipos de detector de partículas de

Muitos dos detectores inventados e usados até agora são detectores de ionização (de que detectores de ionização gasosas e detectores semicondutores são mais típicos) e detectores de cintilação; mas outros princípios completamente diferentes também foram aplicadas, como Čerenkov de luz e de transição de radiação.
Exemplos históricos
- Câmara de bolhas

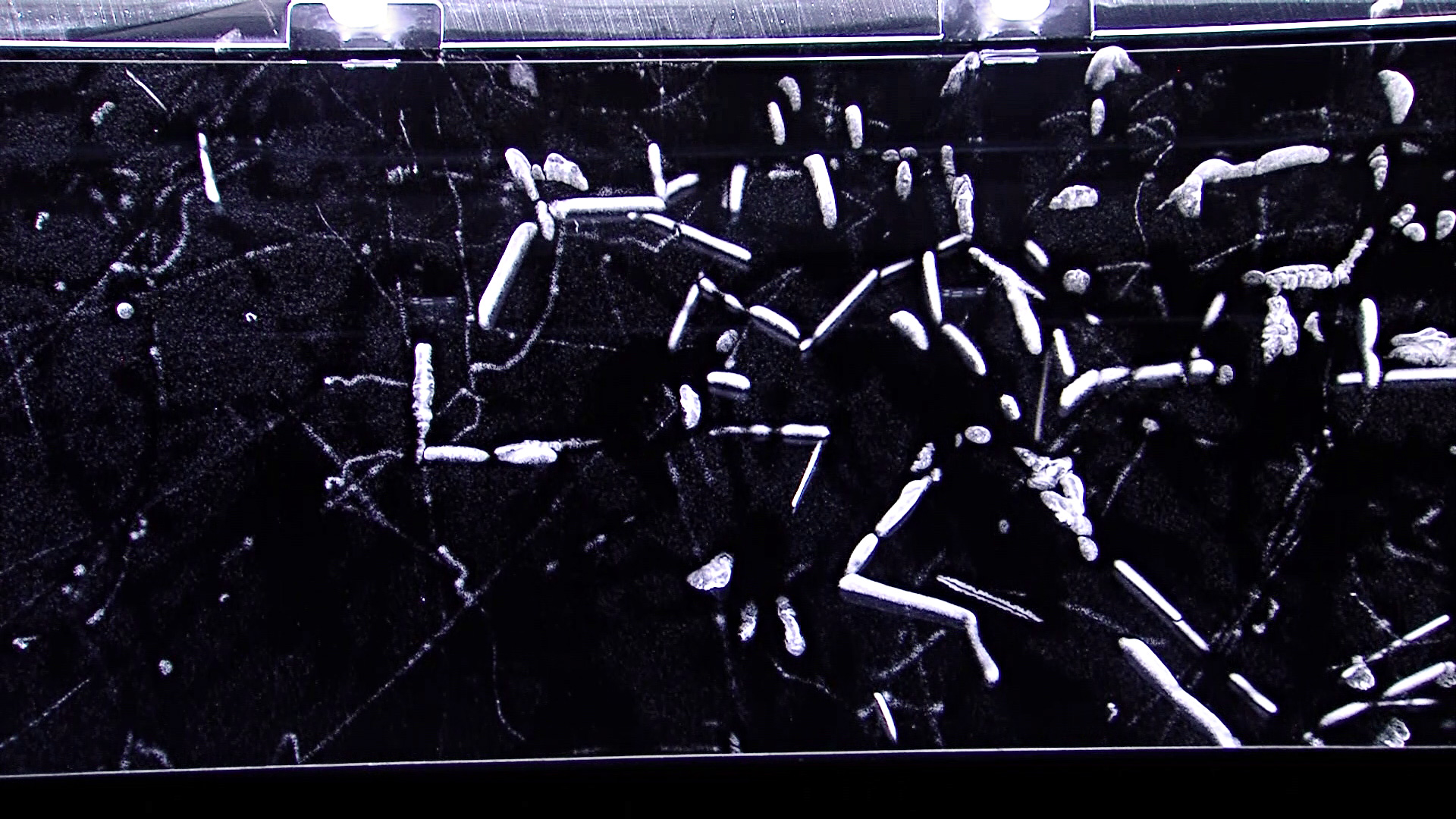
As câmaras de nevoeiro visualizar partículas através da criação de um supersaturada camada de vapor. Partículas passando por esta região criar nuvem faixas semelhantes às trilhas de condensação dos aviões

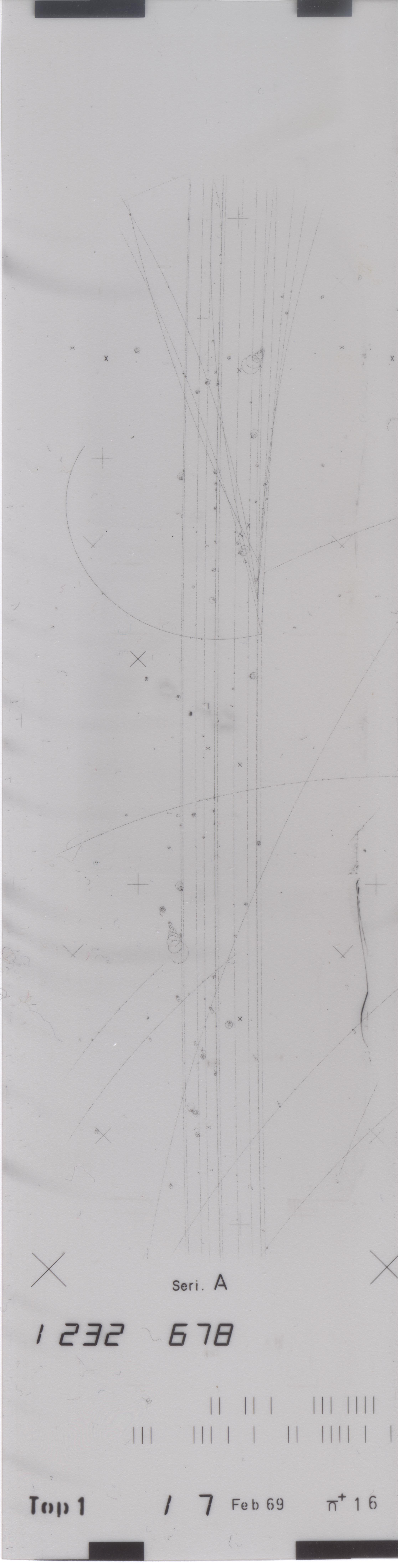
A gravação de uma bolha de câmara no CERN

- Câmara de Wilson (câmara de difusão)
- Placa fotográfica

Detectores para radiação de proteção
Os seguintes tipos de detector de partículas são amplamente utilizados para proteção contra a radiação e são comercialmente produzidos em grandes quantidades para uso geral dentro do campo nuclear, médico e ambiental.
- Dosímetro
- Electroscópio (quando usado como um dosímetro portátil)
- Detector de ionização gasosa
  - Tubo de Geiger-Müller
  - Câmara de ionização
  - Contador proporcional
- Contador de cintilação
- Detector semicondutor

Comums detectores de física nuclear e de partículas
- Detector de ionização de gas
  - Câmara de ionização
  - Contador proporcional
    - Câmara proporcional multifios

  - Tubo de Geiger-Müller
  - Câmara de faíscas
- Detetor de estado sólido:
  - Detector semicondutor e variantes, incluindo o CCDs
    - Detector de Vértice de Silício

  - Detector de traços nucleares de estado sólido
  - Detector de Cherenkov
    - Detector de anel de imagem de Cherenkov (RICO)

  - Contador de cintilação e associados fotomultiplicadores, fotodíodo, ou avalanche de fotodíodo
    - Célula de Lucas
    - Detector de tempo de fuga

  - Detector de transição de radiação
- Calorímetro
- Detector de placa de microcanais
- Detector de nêutrons

## Modernos detectores
Modernos detectores em física de partículas combinam vários destes elementos em camadas muito semelhante a uma cebola.

## detetores de partículas
Detectores modernos aceleradores são enormes, tanto em tamanho quanto em custo. O termo contador é muitas vezes utilizado em vez do detector quando o detector de contagens de partículas, mas não resolve a sua energia ou de ionização. Detetores de partículas geralmente também podem seguir a faixa de radiação ionizante (de alta energia de fótons ou mesmo de luz visível). Se o seu principal objectivo é o de medição de radiação, eles são chamados de detectores de radiação, mas como fótons são também partículas sem massa, o termo detector de partículas ainda está correto.

### Em aceleradores
- No CERN
  - para o LHC
    - CMS
    - ATLAS
    - ALICE
    - LHCb

  - para o LEP
    - Aleph
    - Delphi
    - L3
    - Opala

  - para o SPS
    - Experiência BÚSSOLA
    - Gargamelle
    - NA61/SHINE
- No Fermilab
  - para o Tevatron
    - CDF
    - D0

  - Mu2e
- No DESY
  - para HERA
    - H1
    - HERA-B
    - HERMES
    - ZEUS
- Na BNL
  - para o RHIC
    - PHENIX
    - Fobos
    - ESTRELA
- No SLAC
  - para o PeP-II
    - BaBar

  - para o SLC
    - SLD
- Em Cornell
  - para CARMEVM
    - CLEO
    - CUSB
- Em BINP
  - para o VEPP-2M e VEPP-2000
    - ND
    - SND
    - CMD

  - para o VEPP-4
    - KEDR
- Outros
  - MECO da UC Irvine

### Em construção
- Para a Colisor Linear Internacional(ILC)
  - CALICE (Calorímetro para o Experimento Colisor Linear)

### Sem aceleradores
- Antártica Múon E Neutrino do Detector de Matriz (AMANDA)
- Criogênico Matéria Escura Pesquisa (MDL)
- Super-Kamiokande

## Na nave espacial
- Alpha Magnetic Spectrometer (AMS)
- JEDI (Júpiter Energético-Detector de partículas Instrumento)